# دوامة نفايات جنوب المحيط الهادئ
دوامة نفايات جنوب المحيط الهادئ منطقة من المحيط بمستويات عالية من القمامة البحرية والتلوث بالجزيئات البلاستيكية، في منطقة البحر المفتوح. تقع هذه المنطقة في دوامة جنوب المحيط الهادئ تمتد من المياه الواقعة شرق أستراليا إلى قارة أمريكا الجنوبية، ومن أقصى شمال خط الاستواء، حتى الوصول إلى التيار المحيطي للقطب الجنوبي. يؤدي تحلل المواد البلاستيكية في المحيط أيضًا إلى ارتفاع مستوى المواد السامة في المنطقة. أُكّد وجود رقعة القمامة في منتصف عام 2017، وقورنت بحالة دوامة نفايات شمال المحيط الهادئ في عام 2007، ما يجعل الأخيرة أحدث بعشر سنوات. من المستحيل اكتشاف دوامة نفايات جنوب المحيط الهادئ باستخدام الأقمار الصناعية، أو غيرها من الوسائل المرئية؛ لأن معظم الجسيمات أصغر من حبة الأرز.[بحاجة لمصدر]

## الاكتشاف
توفّر دليل يشير إلى وجود دوامة نفايات في التيار المحيطي لجنوب المحيط الهادئ في أوائل عام 2011، وأُكّد وجودها في منتصف عام 2017. اكتُشف ذلك بعد رحلة بحث قام بها معهد فايف جايرز. استغرقت الرحلة الفترة ما بين مارس وأبريل عام 2011، وفقًا لمسار قائم على نموذج من التيارات المحيطية، طورته نيكوليا ماكسيمينكو من جامعة هاواي، والتي تتنبّأ بمناطق تجمّع النفايات العائمة. أخذت البعثة عينات قبالة ساحل جزيرة روبنسون كروزو، في تشيلي، وبدأت في العمل غربًا، حيث جمعت عينات جديدة عند كل خمسين ميل بحري، ووصلت إلى المياه قبالة جزيرة القيامة، وفي النهاية جزيرة بيتكيرن.
قاد تشارلز جاي مور وفريق من الباحثين من مركز ألغاليتا للتعليم البحري والبحوث البحرية، رحلة ثانية لجمع العينات انطلقت من لونغ بيتش في كاليفورنيا، في 2 نوفمبر عام 2016، واستمرت ستة أشهر. بدأت السفينة رحلتها جنوبا على طول شبه جزيرة باخا كاليفورنيا وإلى جزر غالاباغوس، وتابعت في الاتجاه الجنوبي الغربي حتى جزيرة القيامة. توجه الطاقم شرقًا إلى جزر خوان فرنانديز بعد مغادرة جزيرة القيامة، وبعد ذلك واصل شمالًا بعد ساحل شيلي، مع نقاط توقف في أنتوفاغاستا في شيلي، وأريكا في شيلي، قبل التوجه إلى البحر لرحلة العودة إلى لونغ بيتش.

## التركيب والكثافة والحجم
أُخذت 48 عينة من 2424 عملية مسح بحري، خلال رحلة فايف جايرز الاستكشافية. وجد الباحثون زيادة في كثافة التلوث البلاستيكي، بمتوسط 26898 جسيمًا لكل كيلومتر مربع، وبارتفاع يصل إلى 396,342 جسيمًا لكل كيلومتر مربع، وبلغ ذروته بالقرب من مركز منطقة تجمع الركام المتوقعة، وتشير بعض التقديرات إلى وجود مليون جسيم لكل كيلومتر مربع.
يتشكل تركيب دوامة النفايات بشكل أساسي من الميكروبيدات، ومواد الكشط الصغيرة التي يقل حجمها عن خمس ميكرومترات، والتي غالبا ما توجد في بعض منتجات النظافة الشخصية، وألياف مجهرية من غسل الملابس، ومخلفات الصيد من صيادي نصف الكرة الجنوبي، وفتات مجهري من قطع أكبر تحللت في المحيط.
يمكن رصد المستويات العالية من الملوثات على مساحة شاسعة تقدر بنحو 2.6 مليون كيلومتر مربع (مليون ميل مربع)، أو نحو ضعف مساحة تكساس مرة ونصف، مع وجود ركام بمسار مستقيم يقارب 2500 ميل بحري.